# Megarcys bussoni
Megarcys bussoni és una espècie d'insecte plecòpter pertanyent a la família dels perlòdids.

## Descripció
- Aquesta espècie, per les taques del cap i del pronot, s'assembla a Isogenus.[3]

## Hàbitat
En el seu estadi immadur és aquàtic i viu a l'aigua dolça, mentre que com a adult és terrestre i volador.

## Distribució geogràfica
Es troba a Sibèria.